# Comunitat de comunes del Pays fertois (Sena i Marne)
La Comunitat de comunes del Pays fertois (oficialment: Communauté de communes du Pays fertois) és una Comunitat de comunes del departament de Sena i Marne, a la regió de l'Illa de França.
No s'ha de confondre amb l'antiga Comunitat de comunes del Pays fertois situada al departament de l'Orne.
Creada al 1970, està formada 19 municipis i la seu es troba a La Ferté-sous-Jouarre.

## Municipis
1. Bassevelle
2. Bussières
3. Chamigny
4. Changis-sur-Marne
5. Citry
6. La Ferté-sous-Jouarre
7. Jouarre
8. Luzancy
9. Méry-sur-Marne
10. Nanteuil-sur-Marne
11. Pierre-Levée
12. Reuil-en-Brie
13. Saâcy-sur-Marne
14. Saint-Jean-les-Deux-Jumeaux
15. Sainte-Aulde
16. Sammeron
17. Sept-Sorts
18. Signy-Signets
19. Ussy-sur-Marne